# 940

940(구백사십)은 939보다 크고 941보다 작은 자연수다.

## 수학
- 합성수로, 그 약수는 총 12개다. (1, 2, 4, 5, 10, 20, 47, 94, 188, 235, 470, 940)
  - 940의 진약수의 합은 1076이므로, 940은 과잉수다.
- {\displaystyle 940=2^{2}+6^{2}+30^{2}}
  - 서로 다른 세 자연수의 제곱합으로 나타낼 수 있는 수다.
- {\displaystyle 93^{4}-1}은 940으로 나누어떨어진다.

## 과학·기술
- NGC 940(영어판): 삼각형자리 방향에 있는 렌즈형은하.
- SDS 940(영어판)

## 교통
- 멕시카나 항공 940편 추락 사고(영어판)

## 문화유산
- 대한민국의 보물 제940호: 백지묵서지장보살본원경

## 기타
- 연도: 940년, 기원전 940년
- 940년대
- 한국십진분류법에서 북아메리카의 역사에 관한 책들이 분류되는 번호.